# Gardien de phare
Pour le film homonyme, voir Gardiens de phare.
Gardien de phare est un métier consistant à surveiller la navigation maritime depuis un phare et à assurer le bon fonctionnement de celui-ci.

## Historique
Le métier de gardien de phare varie considérablement selon le lieu où est bâti le phare. 
Le métier comporte certaines responsabilités qui sont à assumer quel que soit le type de phare. Ces responsabilités sont les suivantes :
1. allumage, surveillance et extinction du feu ;
2. surveillance de l'horizon maritime (navigation et bon fonctionnement des autres phares et balises);
3. surveillance de la visibilité, de façon notamment à lancer la corne de brume si cette visibilité devient trop mauvaise ;
4. entretien du phare, et en particulier bien sûr du feu et de l'optique.

Le désœuvrement explique que les gardiens de phare exerçaient souvent des activités parallèles et complémentaires (tenancier de débits de boisson, peintre, serrurier).
Ce métier tend à disparaître dans les pays développés en raison de l'automatisation ; par exemple, aux États-Unis, l'ensemble des phares a été automatisé dans les années 1980.

### En France
Au Moyen Âge, des foyers ouverts sont aménagés aux sommets d’édifices militaires ou religieux (comme à la pointe Saint-Mathieu). Les seigneurs accordent aux militaires ou religieux qui placent un fanal au sommet d'une tour des droits en compensation de l'entretien ce feu, notamment le droit de bris.
La profession de gardien de phare naît statutairement avec la création du service des phares et balises en 1806. La charge de l’allumage est confiée à des entreprises privées soumissionnaires jusqu’en 1848 (le ministère de la Marine passe des contrats de sous-traitance avec des entreprises chargées de fournir le combustible aux lampes et de recruter les gardiens). Après cette date, les gardiens de phares deviennent fonctionnaires. La profession ne présente guère d'attrait (désœuvrement, longues veilles sans intérêt, ce qui explique les nombreuses mesures disciplinaires pour alcoolisme et ivresse), si bien que les ingénieurs des phares et balises recrutent souvent d'anciens marins ou militaires (pour leurs qualités supposées de ponctualité, d'obéissance et de discipline) peu qualifiés ou des femmes, éléments loin de la légende forgée au XIXe siècle sur ces « veilleurs de l'infini » guidant les navigateurs dans la tourmente, et qui biaise la perception commune de ce métier.
Les gardiens appellent les phares de haute mer les « enfers ». Les « purgatoires » sont les phares installés sur une île. Les « paradis » désignent les phares situés sur le continent. En général, les gardiens commençaient leur carrière sur un « enfer », afin d'éprouver leur résistance, pour la finir dans un « paradis ». Mais, certains d'entre eux ont préféré passer toute leur vie professionnelle sur des phares de haute mer, comme celui d'Ar-Men, réputé le plus difficile de tous.
Le développement de nouvelles techniques ou la nécessité d'apprendre les derniers règlements parus entraînent la professionnalisation du métier à la fin du XIXe siècle et surtout après les années 1930 qui voient la spécialisation du corps des gardiens en agents s’occupant des feux à pétrole ou des appareils électriques très simples, et agents chargés des feux électriques complexes et des appareils radio-électriques, appelés électro-mécaniciens de phare.
Après la disparition, principalement des années 1960 à 1990 (les phares en mer du Finistère étant les derniers à être transformés), des feux à pétrole, puis l'automatisation des signaux et l'arrivée des balises de détresse, le quotidien des gardiens consiste essentiellement en des tâches de maintenance des groupes électrogènes et d'entretien du monument, et des relevés météorologiques et de marées. Dans les années 1950, il y a encore trois écoles de formation : Brest, Saint-Nazaire, cap Gris nez. Mais alors que l'automatisation des phares se profile, surtout à partir des années 1970, au fur et à mesure des départs en retraite, les gardiens ne sont plus toujours remplacés. En 1991, l'État français arrête de former des électromécaniciens de phare. Il reste cependant encore des gardiens de phare auxiliaires, mais désormais, environ 200 contrôleurs des travaux publics de l'État spécialisés dans les phares et balises surveillent et installent l'appareillage électrique et électronique ainsi que les optiques des phares français.
En-dehors du cas particulier du phare de Cordouan, qui est gardé depuis 2012 par des membres du SMIDDEST (et non plus par des gardiens formés par l'État), avec la fin du gardiennage au Créac'h d'Ouessant, Henri Richard, gardien du phare du Cap Fréhel, devient le dernier représentant du métier en France. Le dernier, il claque la porte de son phare la veille de son départ à la retraite, le 31 août 2019. C'est une profession qui avait marqué les esprits et certaines régions, particulièrement la Bretagne, qui disparaît. Cependant, il existe encore un certain nombre de phares occupés par des agents des Phares et Balises, bien que ces derniers ne soient plus affectés au seul entretien du phare mais à l'ensemble du périmètre d'intervention de leur service de rattachement.
Marie-Perrine Durand, est la première femme à devenir gardienne de phare en France et exerce son métier au phare du Paon jusqu'à sa mort en 1933. Les femmes deviennent assez nombreuses parmi les gardiens de phare, par exemple Anna Le Bail.

### Au Canada
Au Canada, en 2009, la Garde côtière a proposé d'éliminer les derniers postes gardiens de phare du pays toujours présents à Terre-Neuve et en Colombie-Britannique.
En avril 2010, le Comité sénatorial permanent des pêches et des océans commence une étude sur le rôle joué par les phares au Canada. À cet égard, des audiences publiques furent tenues à Ottawa et une enquête de terrain fut menée en à Terre-Neuve-et-Labrador, en Nouvelle-Écosse et en Colombie-Britannique.
Le sénateur Bill Rompkey, président du Comité, déclare en décembre 2010 que « Les gens que nous avons entendus sur les deux côtes étaient largement en faveur du maintien en poste des gardiens de phare et c’est ce que nous recommandons à l’unanimité. » Il ajoutera que le maintien des postes augmente la sécurité maritime dans certaines zones et a un impact non négligeable sur certaines petites communautés maritimes.

## Gardiens de phare dans la fiction

### Musique
- Le Gardien de phare, chanson de Claude Nougaro, 1987
- Le Gardien de phare, chanson de Georges Pierre Moreau et Georges Stalin, 1936

### Romans, nouvelles et récits
- Jules Verne : Le Phare du bout du monde (1905)
- Jean-Pierre Abraham, Armen, Le Tout sur le tout, 1988 [1re édition 1967]  (ISBN 978-2965220273). Journal de bord poétique d'un hiver à Ar-Men, où l'auteur a exercé le métier de gardien de phare au début des années 1960.
- Jean-Pierre Abraham. Velleda mon amour, in Au plus près, Le Seuil, 2004  (ISBN 978-2020629720). Récit par Abraham de son évacuation du phare d'Ar-Men en urgence, à cause d'une crise d’appendicite.
- Éric Faye, Je suis le gardien du phare, José Corti, 1997  (ISBN 978-2714306265). Neuf récits écrits entre 1990 et 1997, autour du thème de l'isolement et de la fuite du monde.
- Rachilde, La Tour d'amour, Le Tout sur le tout, 1980 [1re édition 1899]  (ISBN 978-2865220267). Étrange roman paru à la fin du XIXe siècle et qui a pour cadre le phare d'Ar-Men.
- Le Roman des phares, Éditions Omnibus, 2001, 859 pages  (ISBN 2258056101). Recueil de textes littéraires sur les phares et la vie de leurs gardiens. Auteurs : Jean-Pierre Abraham, Alphonse Daudet, Marc Elder, Anatole Le Braz, Dominique Le Brun, Louis Le Cunff, Henri Queffélec, Rachilde, Jules Verne.
- François Angevin, Fabuleuses histoires sur les phares, Corsaire Éditions, 2007,  (ISBN 9782910475321). Un recueil de 13 nouvelles inédites illustrées par de superbes dessins.
- Un feu sur la mer, Mémoires d'un gardien de phare. Louis Cozan. Editions Les Îliennes 2019  (ISBN 978-2-9563753-2-6)

### Cinéma
- Der Leuchtturmwächter, 1910
- Gardiens de phare, de Jean Grémillon, 1929
- L'Équipier, film de Philippe Lioret, 2004
- The Lighthouse, film de Robert Eggers, 2019

### Télévision
- Dans l'épisode Le Mystérieux Voyage d'Homer des Simpson, Homer Simpson, pris d'interrogations sur sa conscience, se rend dans le phare de Springfield dans l'espoir de rencontrer le gardien de phare pour tromper sa solitude. Toutefois, il se rend compte qu'il s'agit d'un phare automatique.

### Peinture
- Der Leuchtturmwächer, Jürgen Ecker, 1949

### Bande dessinée
- Emmanuel Lepage, Ar-Men, l'enfer des enfers, éditions Futuropolis, 2017.

## Religion
Saint Vénère de Tino est depuis 1961 le saint patron des gardiens de phare.